# Elatostema simplicissimum
Elatostema simplicissimum är en nässelväxtart som beskrevs av Q.Lin. Elatostema simplicissimum ingår i släktet Elatostema och familjen nässelväxter. Inga underarter finns listade i Catalogue of Life.